# Municipio de Santa Clara
El municipio de Santa Clara es uno de los 39 municipios en que se encuentra dividido el estado mexicano de Durango. Su cabecera es la población del mismo nombre.

## Geografía
El municipio de Santa Clara se encuentra localizado en el este del estado de Durango, al sur de la Comarca Lagunera, y en los límites con el estado de Zacatecas. Tiene una extensión territorial de 987.43 kilómetros cuadrados que representan el 0.8% de la extensión total del estado. Sus coordenadas geográficas extremas son 24° 13 - 24°45′ de latitud norte y 103°9′ - 103°39′ de longitud oeste, y su altitud va de un mínimo de 1 600 a un máximo de 2 300 metros sobre el nivel del mar.
El municipio limita noroeste, oeste y suroeste con el municipio de Cuencamé y al noreste y este con el municipio de General Simón Bolívar; al sureste y sur limita con el estado de Zacatecas, específicamente con el municipio de Miguel Auza, el municipio de Juan Aldama y el municipio de General Francisco R. Murguía.

## Demografía
De acuerdo a los resultados del Censo de Población y Vivienda de 2020 realizado por el Instituto Nacional de Estadística y Geografía, la población total del municipio de Santa Clara asciende a 6,727  personas. De los cuales 3,354 son hombres y 3,373 mujeres.
La densidad poblacional es de 6.81 habitantes por kilómetro cuadrado.

### Localidades
En el censo de 2020 el municipio de Santa Clara contaba con 13 localidades.
| Código INEGI    | Localidad                | Población (2020) |
| --------------- | ------------------------ | ---------------- |
| 100310001       | Santa Clara              | 3 999            |
| 100310016       | San Marcos               | 802              |
| 100310004       | Diez de Abril            | 618              |
| 100310014       | San Antonio de la Laguna | 565              |
| 100310009       | El Naranjo               | 386              |
| 100310010       | El Nogalito              | 222              |
| 100310030       | San Valentín             | 86               |
| 100310015       | San José de Flechas      | 37               |
| 100310020       | San Antonio de la Laguna | 4                |
| 100310038       | El Socorro               | 4                |
| 100310054       | Piedras Negras           | 2                |
| 100310045       | Crucero de Santa Clara   | 1                |
| 100310051       | La Tarumala              | 1                |
| Total municipal | Total municipal          | 6 727            |

## Política

### Representación legislativa
Para la elección de diputados locales al Congreso de Durango y de diputados federales a la Cámara de Diputados federal, el municipio de Santa Clara se encuentra integrado en los siguientes distritos electorales:
Local:
- Distrito electoral local de 14 de Durango con cabecera en Cuencamé de Ceniceros.[6]

Federal:
- Distrito electoral federal 3 de Durango con cabecera en Guadalupe Victoria.[7]